# Acrosternum heegeri
Acrosternum heegeri ist eine Wanzenart aus der Familie der Baumwanzen (Pentatomidae).

## Merkmale
Die etwa 11 mm langen Wanzen sind im Sommer grün und im Herbst bräunlich gefärbt.
Am Ende des Schildchens (Scutellum) befinden sich meist zwei kleine gelbe Flecke. Die ersten beiden Fühlerglieder sowie die Basis des dritten Gliedes sind grün, während der restliche Teil der Fühler rot oder rötlich gefärbt ist.

## Verbreitung
Man findet die Art rund ums Mittelmeer (holomediterran), im Mittleren Osten, in Zentralasien sowie im tropischen Afrika.

## Lebensweise
Acrosternum heegeri ist eine phytophage Wanzenart. Die Wanzen findet man häufig an Terpentin-Pistazie (Pistacia terebinthus), Mastixstrauch (Pistacia lentiscus), Westlichem Erdbeerbaum (Arbutus unedo) oder Steineiche (Quercus ilex).
Im Mittleren Osten (Iran) gilt die Art als Schädling, da sie dort Fraßschäden an Pistazienbäumen verursacht.